# Driedeling van de hoek

Hoeken die wel met alleen passer en liniaal in drieën kunnen worden gedeeld.

De driedeling of trisectie van een hoek is een van de klassieke problemen in de geschiedenis van de wiskunde, in de meetkunde.
De opgave bestaat eruit alleen met behulp van passer en een ongemarkeerde liniaal een willekeurige hoek in drie gelijke delen te verdelen, zoals de bissectrice de hoek in twee gelijke delen verdeelt. Dat moet dus door middel van een  constructie met passer en liniaal. Dat blijkt onmogelijk en dat is in 1837 bewezen door de Franse wiskunde Pierre Wantzel. Hij toonde aan dat het construeren van een derdemachtswortel van een gegeven lengte onmogelijk is en dat is noodzakelijk bij de driedeling van een hoek. Men heeft andere hulpmiddelen nodig om een hoek in drieën te delen.
Dat wil niet zeggen dat van geen enkele hoek de driedeling te construeren is. Zo is bijvoorbeeld de driedeling van een rechte hoek wel mogelijk, een hoek van 30° kan men construeren, bijvoorbeeld met een rechthoekige driehoek waarvan de schuine zijde twee keer zo lang is als een van de rechthoekszijden. De driedeling van de hoek van 30° is niet mogelijk. Een hoek van 10° kan niet zonder bijkomende hulpmiddelen worden geconstrueerd.
Dit probleem wordt vaak in een adem genoemd met de kwadratuur van de cirkel en de verdubbeling van de kubus, constructies waarover in de klassieke oudheid al werd nagedacht en waarvan inmiddels is aangetoond dat ze onmogelijk zijn. Voor de trisectie werden wel constructies bedacht die buiten de regels van de constructies met passer en liniaal vallen, bijvoorbeeld door middel van de archimedes-spiraal of de neusis.